# 哈氏擬花鮨
哈氏擬花鮨，又稱哈氏擬花鱸，為輻鰭魚綱鱸形目鱸亞目鮨科的其中一種，分布於中西太平洋區，包括菲律賓、印尼、巴布亞紐幾內亞海域，棲息深度可達54公尺，體長可達12公分，生活在向海礁坡，為底棲性魚類，成小群活動，屬肉食性，生活習性不明。

## 擴展閱讀
維基物種上的相關：哈氏擬花鮨